# Săptămâna Mare

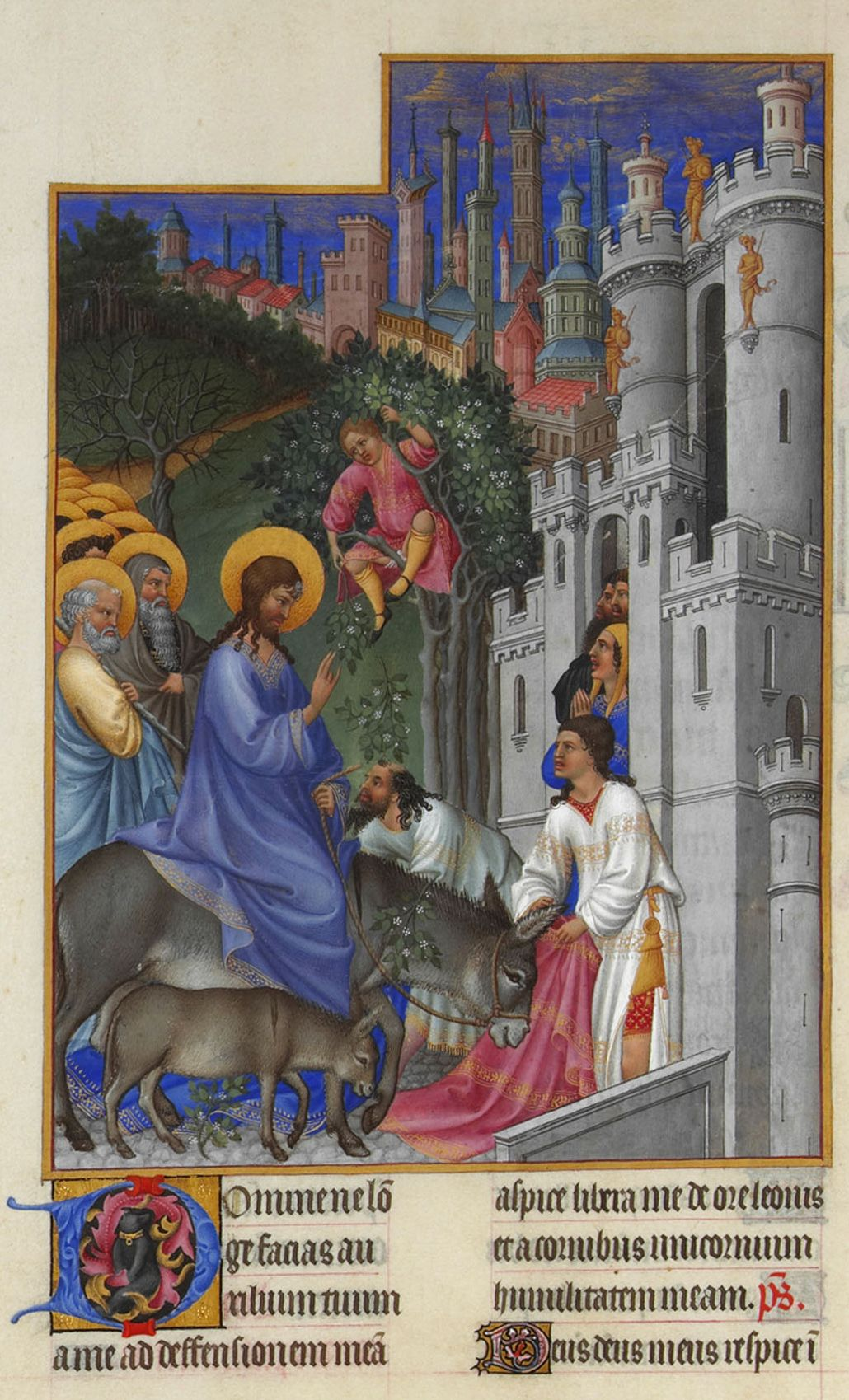
Intrarea lui Isus în Ierusalim de Duminica Floriilor care marchează începutul Săptămânii Mari.

Săptămâna Mare, Săptămâna Sfântă sau Săptămâna Patimilor (Latină: Hebdomas Sancta sau Hebdomas Maior, „Săptămâna Mare”; Greacă: Ἁγία καὶ Μεγάλη Ἑβδομάς, Hagia kai Megale Hebdomas) în creștinism este ultima săptămână a Postului Mare și săptămâna înainte de Paște. Aceasta include sărbătorile religioase: Duminica Floriilor, Joia Mare, Vinerea Mare și Sâmbăta Mare. A nu se confunda cu Săptămâna Luminată, care este prima saptămână de după Postul Paștelui. În tradiția ortodoxă, Săptămâna Mare începe cu Sâmbăta lui Lazăr, ziua de dinainte de Duminica Floriilor.